# Culicoides yunanensis
Culicoides yunanensis är en tvåvingeart som beskrevs av Chu och Liu 1978. Culicoides yunanensis ingår i släktet Culicoides och familjen svidknott. Inga underarter finns listade i Catalogue of Life.